# Rândunica de aur
Rândunica de aur (cu titlul original în mandarină: Dà Zuì Xiá, iar în engleză: Come Drink with Me) este un film din Hong Kong din 1966 regizat de King Hu. Fixat în timpul Dinastiei Ming, îi are ca actori principali pe Cheng Pei-pei și Yueh Hua în roluri de razboinici și pe Chan Hung-lit în rolul personajului negativ; filmul conține lupte scenice de Han Ying-chien. Este considerat unul dintre cele mai bune filme din toate timpurile ale industriei din Hong Kong. Filmul a fost selectat ca reprezentant al Hong Kong-ului pentru „cel mai bun film străin” la decernarea Premiilor Oscar din 1966, însă nu a fost acceptat ca nominalizat.

## Vezi și
- Listă de filme cu arte marțiale